# 东紫苏
东紫苏（学名：Elsholtzia bodinieri）为唇形科香薷属下的一个种。